# Kamnesia
Albums de Kam
Made in America
(1995)
Kamnesia est le troisième album studio de Kam, sorti le 20 mars 2001.
L'album s'est classé 40e au Heatseekers et 69e au Top R&B/Hip-Hop Albums.

## Liste des titres
| No  | Titre                                                             | Contient un (des) sample(s) de             | Durée |
| --- | ----------------------------------------------------------------- | ------------------------------------------ | ----- |
| 1.  | Kamnesia                                                          |                                            | 4:43  |
| 2.  | Have a Fit                                                        | Wino Dealing With Dracula de Richard Pryor | 4:11  |
| 3.  | Where I Come From                                                 |                                            | 3:42  |
| 4.  | Benefits                                                          |                                            | 3:40  |
| 5.  | Bounce Trick (featuring Jazze Pha)                                |                                            | 4:22  |
| 6.  | Bang Bang (featuring Mystic)                                      | Bam Bam de Sister Nancy                    | 4:05  |
| 7.  | They Like Dat (featuring Dresta, Jayo Felony, Yukmouth et Spider) |                                            | 4:08  |
| 8.  | Let's Hook Up                                                     |                                            | 4:15  |
| 9.  | What I Look Like (featuring Mystic)                               |                                            | 3:26  |
| 10. | Giddie Up                                                         |                                            | 3:54  |
| 11. | The Godbrotha [Intro]                                             |                                            | 1:49  |
| 12. | Godbrotha                                                         |                                            | 4:13  |
| 13. | Active                                                            |                                            | 3:37  |
| 14. | Wardance                                                          |                                            | 4:18  |